# Lake Lagernoye
Der Lake Lagernoye (russisch Озеро Лагерное Osero Lagernoje, deutsch ‚Lagersee‘) ist ein kleiner See im ostantarktischen Enderbyland. In den Thala Hills liegt er westlich des Lake Glubokoye unmittelbar südlich der Molodjoschnaja-Station.
Wissenschaftler einer von 1961 bis 1962 durchgeführten sowjetischen Antarktisexpedition kartierten und benannten ihn. Das Antarctic Names Committee of Australia übertrug die russische Benennung ins Englische.